# Byrsa
Byrsa (Birsa) era la cittadella fortificata che si ergeva sull'omonima collina dominante l'antico porto di Cartagine. Il termine è derivato dall'antico nome, in lingua fenicia, del termine cittadella.

## Etimologia
Mentre per alcuni si tratta di una deformazione del toponimo semitico Boṣrāh, e per altri di una trascrizione della leggenda bʾrṣt (baʾarṣōt) delle monete siculo-puniche,  oggi l'ipotesi più affidabile è che derivi dal fenicio biʾr-ša («pozzo del gregge»).

## Storia
In un racconto di Virgilio sulla fondazione di Cartagine da parte della regina Didone, viene narrato che quando Didone e la sua scorta si accamparono a Byrsa, il locale capo berbero offrì loro un appezzamento di terreno che potesse essere coperto da una pelle di bue. Didone tagliò allora una pelle di bue in sottili strisce e le pose una dietro l'altra a formare un cerchio intorno alla collina di Byrsa. Questa storia è considerata apocrifa e sicuramente inventata in quanto Byrsa ha un'assonanza simile al termine greco βύρσα che significa pelle di bue.

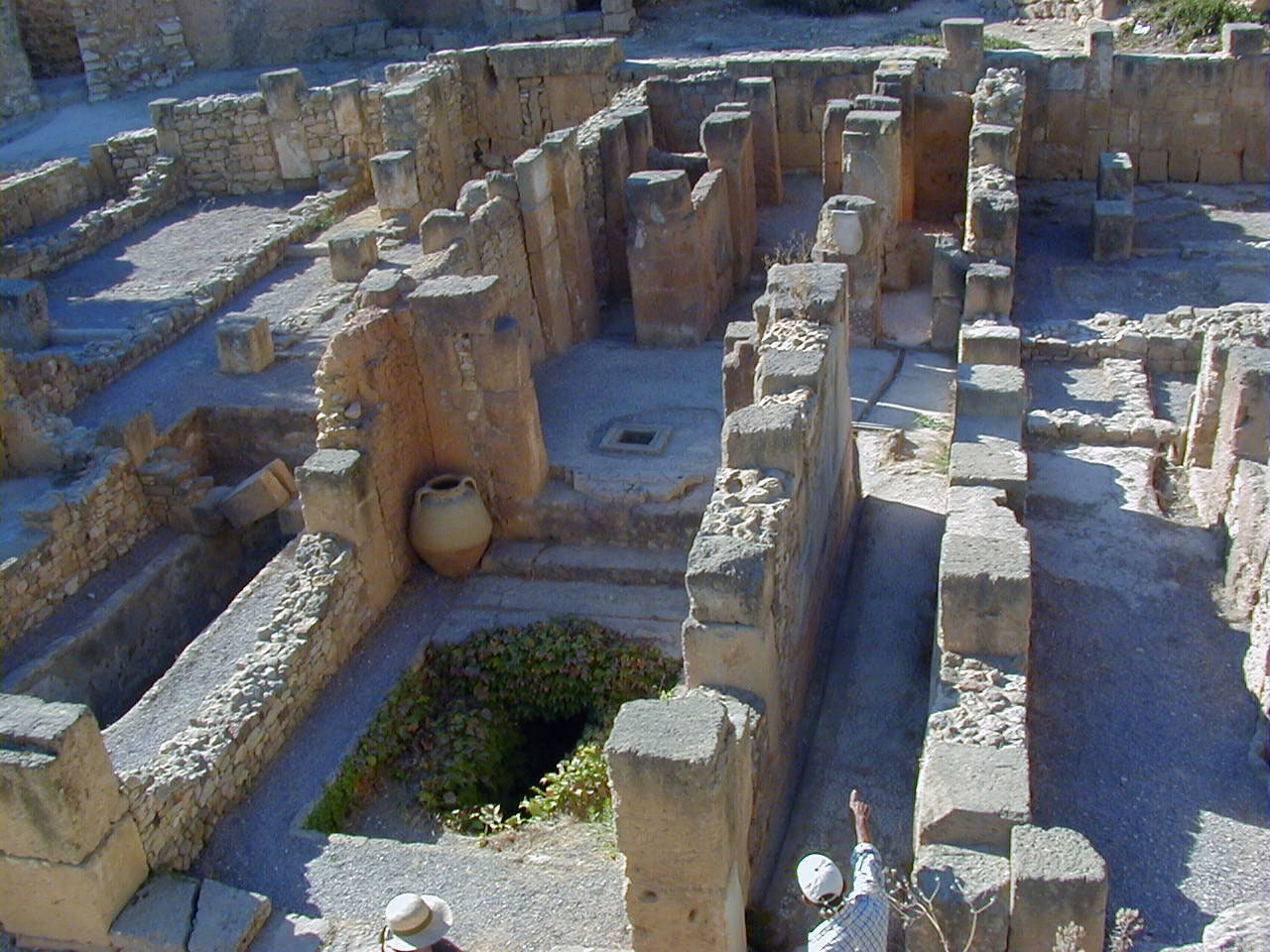
Distretto della Byrsa punica

La cittadella domina la città sottostante e ha costituito la principale installazione militare di Cartagine. È stata assediata da Scipione Emiliano nella terza guerra punica e fu sconfitta e distrutta nel 146 a.C.
La Cattedrale di San Luigi venne costruita sulla collina di Byrsa a partire dal 1884. Oggi è stata trasformata in un centro culturale.